# Tetrachaetus
Tetrachaetus är ett släkte av tvåvingar. Tetrachaetus ingår i familjen styltflugor.
Kladogram enligt Catalogue of Life:
| Tetrachaetus | \| \| Tetrachaetus bipunctatus \| \| \| \| \| \| Tetrachaetus simplex \| \| \| \| |
|              | \| \| Tetrachaetus bipunctatus \| \| \| \| \| \| Tetrachaetus simplex \| \| \| \| |
|              | Tetrachaetus bipunctatus                                                          |
|              |                                                                                   |
|              | Tetrachaetus simplex                                                              |
|              |                                                                                   |